# Raúl Navas
Pour les articles homonymes, voir Navas.
Raúl Rodríguez Navas, né le 11 mai 1988 à Séville (Espagne), est un footballeur espagnol évoluant au poste de défenseur centre ou de milieu défensif.

## Biographie
Le 14 août 2019, Navas est prêté pour une saison au CA Osasuna avec une option d'achat obligatoire.

## Palmarès
- Champion d'Espagne de D2 en 2014 avec Eibar